# Israel Shipyards
Israel Shipyards (hebrejsky מספנות ישראל‎, Mispenot Jisra'el) je izraelská privátní loděnice pracující jak pro vojenský, tak civilní sektor. Zaměřuje se na stavbu menších válečných (hlídkové lodě, raketové čluny) a civilních plavidel (remorkéry, lodě na sypký náklad), ale i stavebních konstrukčních celků (např. jeřáby). Dále mimo jiné provádí opravy plavidel, nebo výcvik lodních posádek. Israel Shipyards je jedna z největších společností ve východním Středomoří. Provozuje také první a jediný privátní přístav v Izraeli. Zařízení společnosti se nachází v přístavu Kišon (součást haifského přístavního komplexu) a zahrnují plovoucí suchý dok s nosností 20 000 tun a 900 metrů dlouhé molo s hloubkou vody 12 metrů.

## Historie
Společnost byla izraelskou vládou založena roku 1959 v Haifě. V 70. letech loděnice postavila 10 raketových člunů třídy Sa'ar 4 pro izraelské námořnictvo, přičemž další plavidla zakoupilo jihoafrické námořnictvo jako třídu Warrior. Díly pro první izraelská plavidla přitom byly dodány z Francie. Na konci 70. let loděnice začala stavět také civilní plavidla. V 80. letech byla zahájena stavba větších raketových člunů třídy Sa'ar 4.5, přičemž poslední desátá jednotka této třídy byla dodána roku 2003. Na konci 80. let byl zahájen vývoj hlídkových člunů třídy Shaldag, které se po svém zavedení staly úspěšným exportním artiklem této společnosti. Roku 1995 byla společnost Israel Shipyards privatizována a od té doby je v soukromých rukou. Od roku 2018 nabízí projekt korvety Sa'ar 72. Řadu úspěchů společnost získala s hlídkovými plavidly OPV62 vyvinutými na základě třídy Sa'ar 4.5, která do roku 2019 zakoupil Ázerbájdžán, Honduras, Kypr, Rovníková Guinea a Řecko.

## Vybrané projekty
| Třída                        | Fotografie                               | Uživatel                             | Kategorie                   | Typová řada     | Jednotky                                                                                    | Poznámka  |
| ---------------------------- | ---------------------------------------- | ------------------------------------ | --------------------------- | --------------- | ------------------------------------------------------------------------------------------- | --------- |
| Třída Guaraní                | Guaraní (GC-195)                         | Argentinská pobřežní stráž           | hlídkový člun               | Shaldag Mk II   | Guaraní (GC-195) Mataco (GC-196) Timbu (GC-197) Toba (GC-198)                               | Aktivní   |
| Třída S-201                  | S-201                                    | Ázerbájdžánská pobřežní stráž        | hlídkový člun raketový člun | OPV 62          | S-201 S-202 S-203 S-204 S-205 S-206                                                         | Aktivní   |
| Třída S-301                  | Třída S-301                              | Ázerbájdžánská pobřežní stráž        | hlídkový člun raketový člun | Shaldag Mk V    | S-301 S-302 S-303 S-304 S-305 S-306                                                         | Aktivní   |
| Třída Acero                  | Nestor Acero (PG901)                     | Filipínské námořnictvo               | raketový člun               | Shaldag Mk V    | Nestor Acero (PG901) Lolinato To-ong (PG902) Gener Tinangag (PG903) Domingo Deluana (PG905) | Aktivní   |
|                              | General José Trinidad Cabañas (FNH-2021) | Honduraská pobřežní stráž            | Oceánská hlídková loď       | OPV 62          | General José Trinidad Cabañas (FNH-2021)                                                    | Aktivní   |
|                              | Shaldag Mk III                           | Izraelské námořnictvo                | hlídkový člun               | Shaldag Mk III  | 5                                                                                           | Aktivní   |
|                              | Model Shaldag Mk V                       | Izraelské námořnictvo                | hlídkový člun               | Shaldag Mk V    | 4                                                                                           | Ve stavbě |
| Třída Sa'ar 4                | Třída Sa'ar 4                            | Izraelské námořnictvo                | raketové čluny              | Třída Sa'ar 4   | 13                                                                                          | Aktivní   |
| Třída Sa'ar 4.5              | Třída Sa'ar 4.5                          | Izraelské námořnictvo                | raketové čluny              | Třída Sa'ar 4.5 | 10                                                                                          | Aktivní   |
| Třída Reshef                 |                                          | Izraelské námořnictvo                | korveta                     | Sa'ar S-80      | 5                                                                                           | Objednány |
| Třída Commodore A. Ioannides |                                          | Kyperské námořnictvo                 | Oceánská hlídková loď       | OPV 62          | Commodore A. Ioannides (P61)                                                                | Aktivní   |
|                              |                                          | Kyperská přístavní a námořní policie | hlídkový člun               | Shaldag Mk II   | Odysseas (PV22)                                                                             | Aktivní   |
|                              | Shaldag Mk II                            | Nigerijské námořnictvo               | hlídkový člun               | Shaldag Mk II   | 5                                                                                           | Aktivní   |
| Třída Esperance              | Esperance (P2202)                        | Námořnictvo Pobřeží slonoviny        | Oceánská hlídková loď       | OPV 45          | Esperance (P2202) Vaillance (P2203)                                                         | Aktivní   |
| Třída Kié-Ntem               |                                          | Námořnictvo Rovníkové Guiney         | Oceánská hlídková loď       | OPV 62          | Kié-Ntem Litoral                                                                            | Aktivní   |
| Třída Isla de Corisco        |                                          | Námořnictvo Rovníkové Guiney         | hlídkový člun               | Shaldag Mk II   | Isla de Corisco (255) Isla de Annobon (256)                                                 | Aktivní   |
| Třída MAI 2110               | MAI 2110                                 | Rumunská pobřežní stráž              | hlídkový člun               | Shaldag Mk IV   | MAI 2110 MAI 2111 MAI 2112                                                                  | Aktivní   |
| Třída Fournoi                | Fournoi (LS-060)                         | Řecká pobřežní stráž                 | Oceánská hlídková loď       | OPV 58          | Fournoi (LS-060) Ro (LS-070) Agios Efstratios (LS-080)                                      | Aktivní   |
| Třída Anambe                 |                                          | Senegalské námořnictvo               | hlídkový člun               | Shaldag Mk II   | Anambe Soungrougrou Cachouane                                                               | Aktivní   |
|                              |                                          | Senegalské námořnictvo               | hlídkový člun               | Shaldag Mk V    | Lac Retba                                                                                   | Aktivní   |
|                              |                                          | Senegalské námořnictvo               | vyloďovací člun LCM         |                 | Yoff Fadioth                                                                                | Aktivní   |
|                              | P 465                                    | Srílanské námořnictvo                | hlídkový člun               | Shaldag Mk II   | 7                                                                                           | Aktivní   |